# مايكل هرمان
مايكل هرمان (بالإسبانية: Maikel Naujoks)‏ هو لاعب كرة قدم إسباني في مركز الهجوم، ولد في 18 مارس 1976 في إزرلون في ألمانيا. لعب مع ديبورتيفو لاكورونيا ونادي بونتيفيدرا ونادي تينيريفي ونادي خيتافي ونادي خيريث ونادي ديبورتيفو طليطلة ونادي كومبوستيلا ونادي لوغو.

## وصلات خارجية
- مايكل هرمان على موقع قاعدة بيانات كرة القدم.إي يو (الإنجليزية)
- مايكل هرمان على موقع Soccerway.com (الإنجليزية)
- مايكل هرمان على موقع AS.com (الإسبانية)